# Parataracticus cuyamus
Parataracticus cuyamus là một loài ruồi trong họ Asilidae. Parataracticus cuyamus được Wilcox miêu tả năm 1967. Loài này phân bố ở vùng Tân Bắc giới.